# 남이섬
남이섬(南怡ー)은 강원특별자치도 춘천시 남산면 방하리에 있는 섬이다. 남이 장군의 묘역이 있는 문화유적지이자 관광휴양지로 개발된 곳으로서 세계 122개국으로부터 130만명의 외국인관광객을 포함, 연간 총 330만명이 찾는 대한민국의 대표적인 관광지이다.
행정 구역상으로는 강원특별자치도 춘천시 남산면 방하리에 속해 있고 길은 경기도 가평군으로 통한다. 둘레가 약 5km로 작은 섬이지만 1960년대부터 나들이터로 이름을 떨쳤다. 현대에는 경춘선 복선 전철이 개통되면서 가평역에서 남이섬으로 바로 통한다. 한편 2010년 12월 세계에서 14번째, 한국에서는 최초로 유니세프 어린이친화공원(Unicef Child Friendly Park)에 선정되었다.

## 유래
앞섬이라는 뜻의 남섬(南島)으로도 불렸던 남이섬 지명의 유래는 남이섬 북쪽 언덕의 돌무더기에 남이장군이 묻혀있다는 오랜 민간전승에 기인하여 자연스럽게 정착되었다. 섬(苫)은 섬을 뜻하고, 島(도)가 큰 섬을 가리키는데 반해 嶼(서)는 사람이 살 수 없는 작은 섬을 뜻한다.

## 역사
남이섬은 원래 섬이 아니라 구릉지로 형성된 작은 봉우리였다. 1944년 청평댐을 만들 때 북한강 강물이 차서 생긴 경기도와 강원특별자치도 경계에 있는 내륙의 섬이다. 금융인, 출판인이자 문화예술후원자인 수재 민병도(1916~2006)가 1965년 토지를 매입, 모래뿐인 불모지에 다양한 수종의 육림을 시작하였다. 1966년 경춘관광개발주식회사를 설립, 종합휴양지로 조성하여 오던 중, 90년대 말 금융위기로 인한 불황을 극복하고자 2000년 4월 주식회사남이섬으로 상호를 변경하여 관리해 오고 있다.
남이섬은 2001년부터 '문화예술 자연생태의 청정정원'이란 이름으로 재창업을 선언하고, 환경과 문화예술 관련 콘텐츠에 집중 투자하기 시작하였다. 환경 분야에서는 환경운동연합, 환경교육센터 및 YMCA, YWCA 등의 시민환경단체와 함께 재활용운동, 환경감시, 환경순화적 개발사업 등을 진행하고 있으며, 지역사회 및 교육복지 분야에서는 지역 고등학교와 다문화미혼모복지기관, 독립유공자 지원을 위한 광복회 후원을 지속하고 있다. 또한 문화 분야에서는 유니세프, 유네스코 및 작가들과 더불어 순수미술과 종합예술축제 등 후원사업을 진행하고 있다.
1960~90년대에는 최인호의 <겨울 나그네> 촬영지 및 강변가요제 개최지로 알려져 행락객들의 유원지로 인식되어 왔으나, 2001년 12월 KBS 드라마 <겨울연가>의 성공으로 대만, 일본, 중국, 동남아를 비롯한 아시아권 관광객이 급증하면서 관광지로 탈바꿈되었다. 이에 남이섬 측은 그간 진행해 오던 각종 환경순화적 사업과 문화예술 지원사업을 강화하고자 2006년 3월 1일 국가형태를 표방하는 특수관광지, '나미나라 공화국'으로의 문화독립을 선언하였으나 이는 실상 관광 브랜드로서의 명칭이다.

### 논란
설립자인 민병도가, 친일 행적이 있는 민영휘의 서자(庶子)인 민천식의 양자(養子)로 입양된 자이기에, 친일의 잔재가 아니냐는 논란이 있다. 일단은 주식회사남이섬 측에서는 민병도 본인은 요절한 부친 민천식과 함께 친일반민족행위자재산조사위원회에서 지정한 <친일반민족행위자 명단>이나 민족문제연구소에서 발간한 <친일인명사전>에 포함되어 있지 않았다고 공식 입장에서 밝히고 있다. 다만 민영휘가 친일 행적으로 모은 재산을 후손이 물려받았는가에 대한 의혹으로 인해 섬을 매입한 자금에 대한 논란이 지속되고 있다. 그러나 2019년 6월, 이 논란에 대한 대한민국 사법부의 최종 확정판결이 나왔다. 남이섬은 친일재산이 아니며, 친일 이슈와는 상관이 없다는 최종 판결이 2019년 6월 26일 서울중앙지방법원 제14민사부에서 확정(2018가합545698)되었다. 판결에 따르면 “민병도는 자신이 모은 재산으로 남이섬을 매입한 것이지, 선대로부터 상속 내지 증여 받은 재산으로 남이섬을 매입하였다고 보기는 어려워 친일재산이라 할 수 없다.”로 정리되었다.

## 시설
섬 내에는 노래박물관, 류홍쥔세계민족악기전시관, 평화랑, 나미콩쿠르 갤러리, 공예원, 위칭청행복원미술관, 유니세프라운지, 안데르센 그림책센터 등의 문화공간이 있다. 섬 내에는 숙박시설로는 '호텔정관루'를 운영하고 있다. 호텔정관루 본관 '정관재'는 일러스트레이션 아트 호텔로 아시아 최대 국제그림책일러스트레이션 공모전 '나미콩쿠르' 수상작과 세계 유수 예술가들의 작품으로 꾸며져 있다. 별관 '콘도별장'과 '투투별장'은 북한강변을 마주하고 있어 강변의 정취를 느끼며 조용히 휴식하기 좋은 공간이다. 원룸형 객실로 구성되어있는 '게스트하우스'도 운영하고 있다. 문화예술사업 담당기관인 남이섬교육문화그룹에서 연간 600여회의 공연과 연극, 축제, 전시회 등을 펼치고 있어 국내 관광지 중 가장 많은 문화공연이 진행되는 곳이다. 드라마 겨울연가에서 배용준과 최지우가 남이섬의 메타세쿼이아길과 은행나무 길을 걸었던 것으로 유명하다. 무슬림 관광객이 많이 방문하자, 2011년도에는 이란 시인 푸네 네다이의 도움을 받아 이슬람기도실을 마련하였으며, 2014년부터 할랄 푸드 공인 인증음식점도 운영하고 있다.

## 전해오는 이야기
앞섬이라는 뜻의 남섬(南島)으로도 불렸던 남이섬 지명의 유래는 남이섬 북쪽 언덕의 돌무더기에 남이장군이 묻혀있다는 오랜 민간전승에 기인하여 자연스럽게 정착된 것이다. 다산 정약용의 저서 천우기행(穿牛紀行) 및 산수심원기(汕水尋源記) 등에 따르면 이러한 민간전승 내용과 함께 일찍이 남이섬을 남이서(南怡嶼)로 부른 기록을 찾아 볼 수 있다. 島(도)가 큰 섬을 가리키는데 반해 嶼(서)는 사람이 살 수 없는 작은 섬을 뜻한다. 남이섬 설립자인 수재 민병도 선생이 1965년 남이섬 조선 초기, 남이장군의 넋을 위로하고 장군의 기상을 기리기 위해 돌무더기 주위에 봉분을 쌓고 추모비를 세웠는데, 노산 이은상 선생이 추모 글을 짓고 일중 김충현 선생이 글씨를 썼다. 한편 남이장군의 행정상의 진묘는 경기도 화성시 비봉면 남전리에 위치하고 있다. 남이섬 관리 측은 이곳을 친환경적인 체험 관광 문화 공간으로 되돌아가는 작업을 벌이고 있다.

## 대중문화
- 태국 영화 헬로 스트레인저에도 등장한다.
- GMA 일일연속극 한국인 자기야에 나온다.

## 갤러리

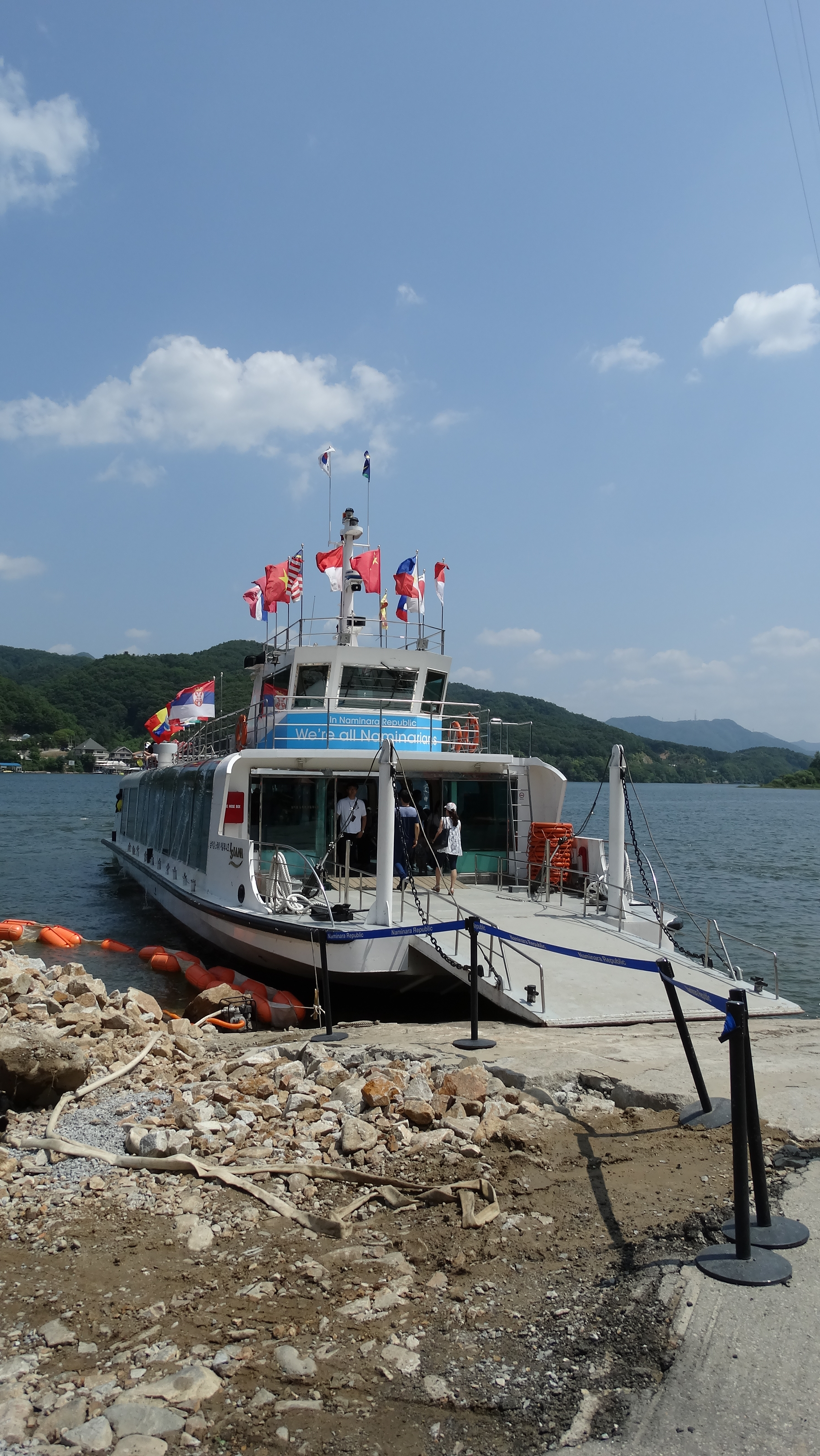
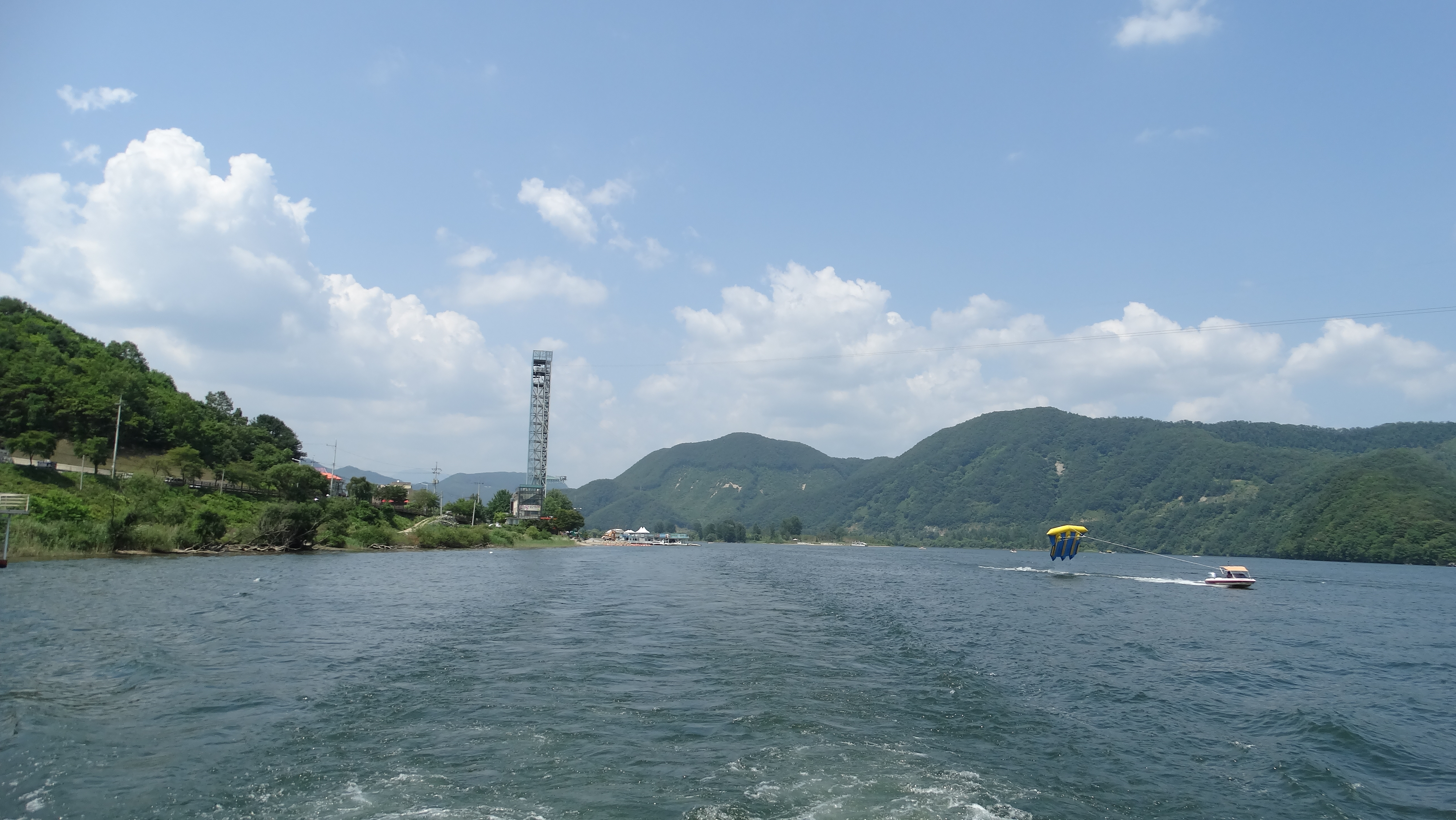
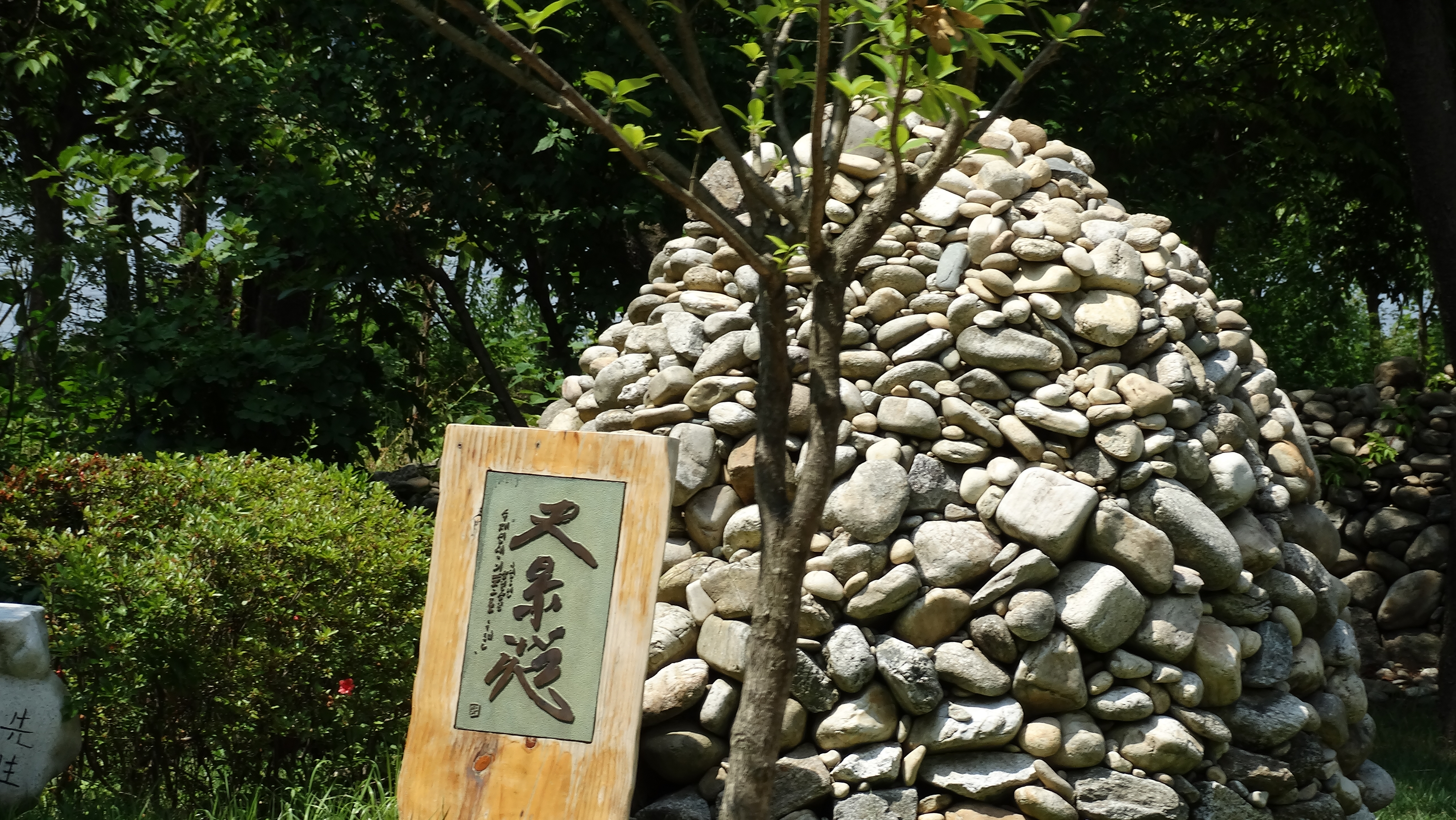
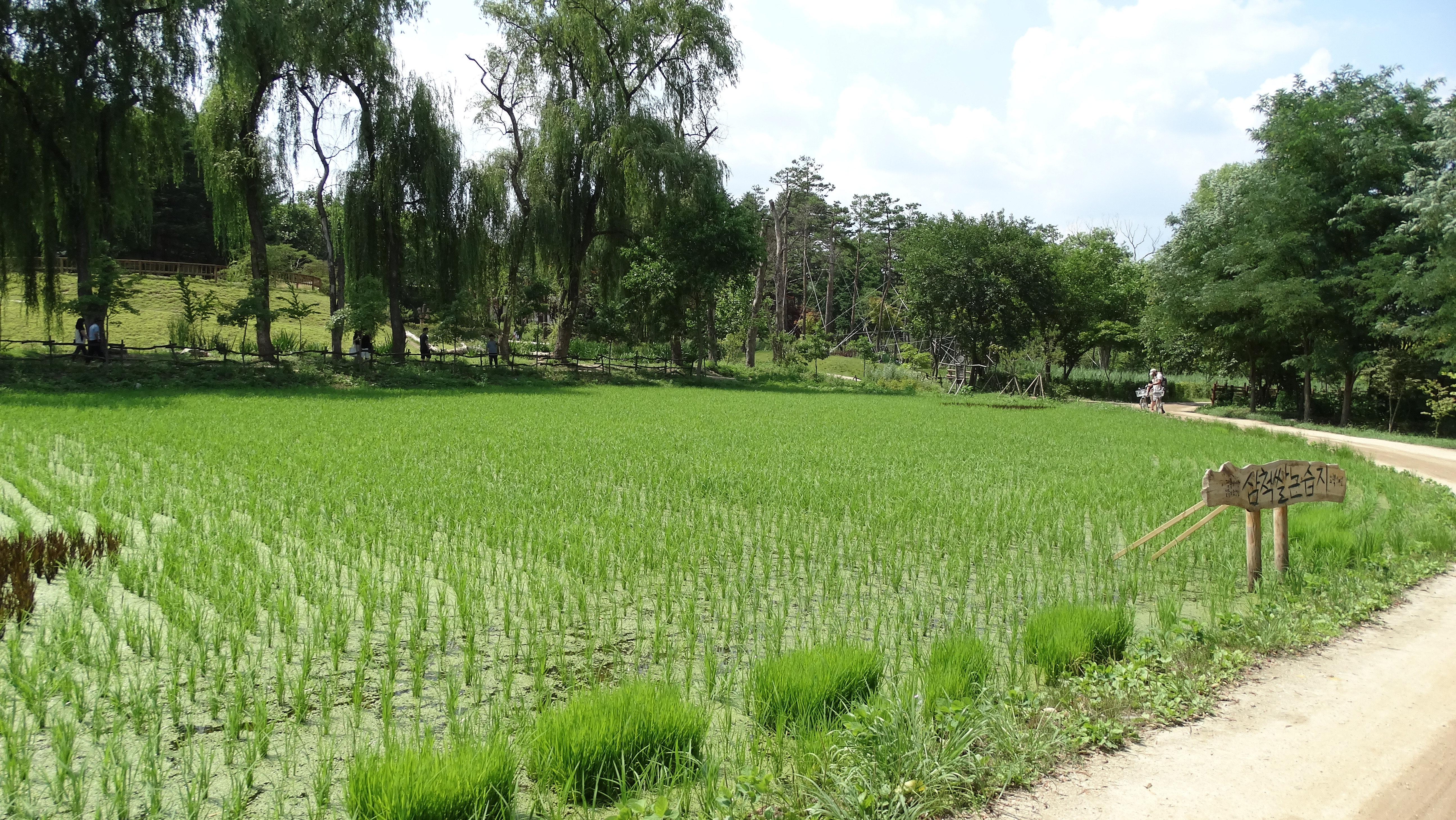
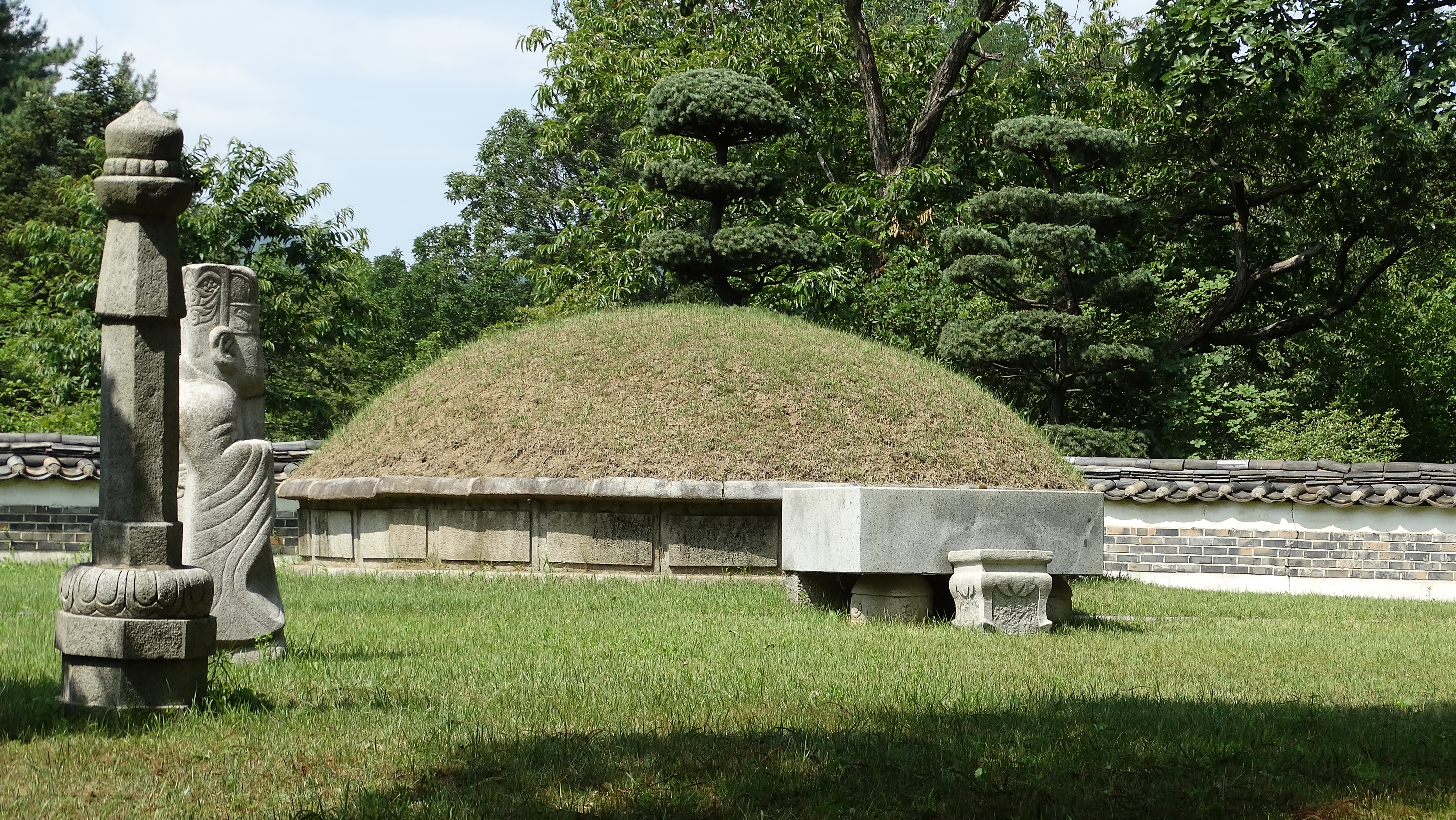

## 교통
춘천 남이섬은 관광휴양지로 개발되었음에도 불구하고 북한강의 서쪽(가평군 방면), 동쪽(춘천시 방면)으로 모두 다리가 놓여있지 않다. 섬이기 때문에 육로로 이동이 불가능하고 선박을 타고 들어가야 하는데, 남이섬 선착장에서 남이섬까지 5~6분만에 갈 수 있다. 출입국사무소에서 입국 심사를 거친 뒤 선박을 이용하여 남이섬으로 들어갈 수 있다. 선박은 오전 8시부터 저녁 9시까지 운항한다. 사람이 많이 몰리는 오전 9시부터 오후 6시까지는 수시로(매 10~20분) 운항하고, 나머지 시간에는 30분 간격으로 운항한다. 상황에 따라 운영시간이 변동될 수 있다.(봄꽃철/휴가철/단풍철 연장운항) 또한 남이섬과 자라섬 방향으로 운행하는 짚와이어로도 들어갈 수 있는데, 요금은 49,900원으로 남이섬 입장료가 포함된 가격이다. 짚와이어는 가평군, 경기관광공사, 남이섬이 출자한 법인에서 운영된다. 남이섬 안의 선착장에서 남이섬 중심지를 오가는 궤간 610mm의 나눔열차가 있다.
또한 경춘선 가평역이 인접해있다. 가평역을 이용해 전국 어디든 중간 기착지, 서울에서 1시간 내외로 접근할 수 있으며, 동서울, 청량리, 상봉 등 가평터미널까지 버스 노선도 운행 중이다. 더불어 외국인 관광객에게 인기가 많아 강남역. 잠실역 롯데마트에서 승차하여 남이섬 입구까지 직행 셔틀버스를 이용해도 편리하게 방문할 수 있다.

## 촬영 장소
- 《겨울연가》 (2002년)

## 같이 보기
- 남이
- 축령산 (경기)
- 제주남이섬